# Barrette porte médailles

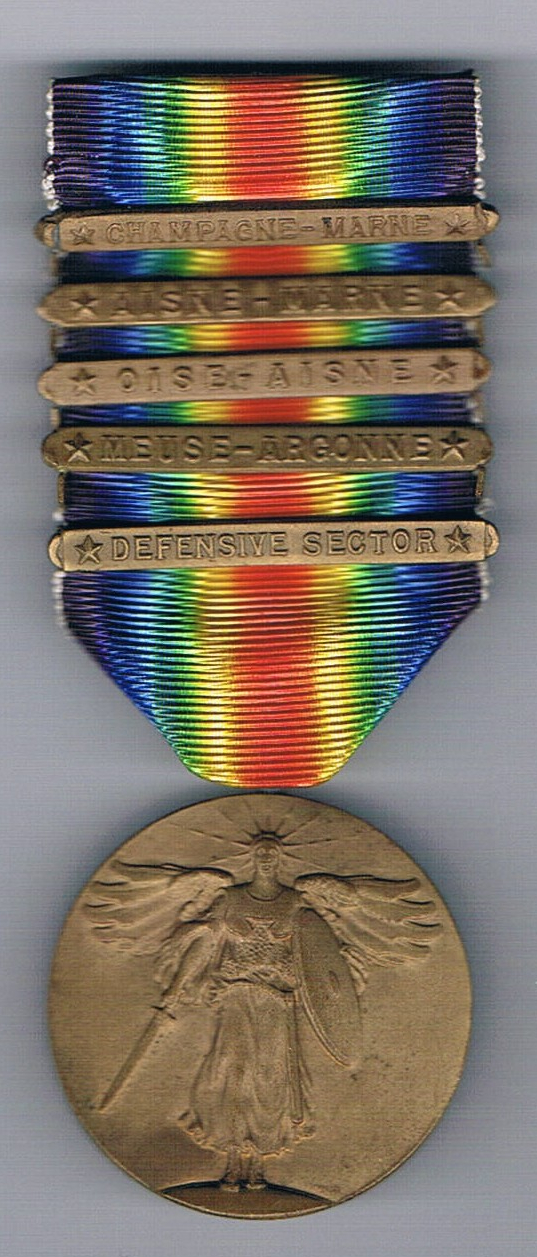
Une World War I Victory Medal, avec cinq barrettes porte médailles.

Une barrette ou agrafe porte médailles est une fine barrette de métal attachée au ruban d'une décoration militaire, d'une décoration civile ou d'une autre médaille. Il indique le plus souvent la campagne ou l'opération pour laquelle le récipiendaire a reçu la décoration ; plusieurs barrettes sur la même médaille indique que le récipiendaire a satisfait aux critères pour recevoir la médaille dans plusieurs théâtres.
Lorsqu'il est utilisé en conjonction avec des décorations pour service exceptionnel, telles que des médailles de bravoure, le terme « et barrette / agrafe » signifie que la décoration a été décerné plusieurs fois. Dans l'exemple, « Group Captain Leonard Cheshire, VC, OM, DSO et deux agrafes, DFC », « DSO et deux agrafes » signifie que l'Ordre du service distingué a été décerné à trois reprises. Une convention britannique consiste à indiquer les barrette à l'aide d'astérisques ; ainsi, DSO** dénoterait un DSO et deux barrettes.
Des barrettes sont également utilisées sur les médailles d'ancienneté pour indiquer la durée du service rendu.
Les deux termes sont utilisés parce que les termes « barrettes » et « agrafes » font tous deux référence à deux parties de la médaille ; l'indicateur dont il est question dans cet article, et la partie de la médaille reliée au ruban.

## Type de barrette

Illustration des trois versions du Wintered Over Device de la United States Antarctica Service Medal.

- Les barrettes de campagne ou de barrettes de bataille sont utilisées pour indiquer la campagne, la bataille ou la région particulière dans laquelle le destinataire a opéré. C'est l'utilisation la plus courante des barrettes porte médailles sur les décorations militaires. Au Royaume-Uni, les barrettes de campagne sont généralement appelées agrafe et lorsque le ruban seul est porté, elles sont parfois signalées par des rosettes, bien que cela s'avère pas courant. Exemples d'agrafes émis : « sous le feu de l'ennemi » sur le 1914 Star et l'agrafe « bataille d'Angleterre » sur le 1939-45 Star. Dans l'armée américaine, les Service star sont utilisées pour indiquer la participation à plusieurs batailles ou campagnes, bien que la World War I Victory Medal disposait d'un vaste système de barrettes. À partir de la Seconde Guerre mondiale, un Arrowhead device est mis en circulation pour indiquer la participation à un débarquement d'assaut amphibie. Également dans ce conflit, une variante unique du Service star est créé, il s'agit du Wake Island Device (en), avec un « W » placé sur les rubans des Expeditionary Medal (en) de la Marine et du Corps des Marines. Celle-ci fut émise pour représenter la barrette porte médailles des soldats ayant combattu lors de la bataille de l'atoll de Wake.
- Les barrettes d'accomplissement sont utilisées pour indiquer un exploit particulier ou supplémentaire associé à la médaille. À titre d'exemple, le Wintered Over Device attaché à la United States Antarctica Service Medal indique que le récipiendaire a effectué une période de service pendant l'hiver antarctique.
- Les barrettes de service indiquent la durée des services qu'une personne a fournis à l'organisation qui décerne la décoration. Ce type de barrette se retrouve le plus souvent sur les médailles d'ancienneté des militaires et des services d'urgence.
- Plusieurs barres de récompense affichent le nombre de fois qu'une décoration pour mérite ou service distingué est décernée. Aux États-Unis, des grappes de feuilles de chêne (armée et armée de l'air) et des étoiles (marine et corps des marines), plutôt que des barrettes, sont émises pour avoir reçu la même décoration plusieurs fois. Au Royaume-Uni, chaque barrettes est indiquée par une rosette lorsque le ruban seul est porté (ou, dans le cas de la Croix de Victoria ou de la Croix de George, par un modèle miniature supplémentaire de la croix elle-même, puisque l'une d'elles est toujours portée sur le ruban de ces deux décorations).